# Pierre-Marcellin Lortic
Pour les articles homonymes, voir Lortic.
Pierre-Marcellin Lortic (Saint-Gaudens, 4 avril 1822 - Paris, 16 avril 1892) est un relieur, libraire et bibliophile français.

## Biographie
Pierre-Marcellin Lortic, dit Le Frondeur est actif à Paris à partir des années 1830. Il débute comme ouvrier dans l'atelier de Pierre-Paul Gruel.

## Distinctions
- Médaille à l'Exposition universelle de Londres en 1851
- Chevalier de la Légion d'honneur (1878)[1]